# (6401) Roentgen
(6401) Roentgen ist ein Asteroid des Hauptgürtels, der am 15. April 1991 vom US-amerikanischen Astronomenteam Carolyn  Shoemaker, Eugene Shoemaker und David H. Levy am Mount Palomar entdeckt wurde. 
Der Himmelskörper gehört zur Eunomia-Familie, einer nach (15) Eunomia benannten Gruppe, zu der vermutlich fünf Prozent der Asteroiden des Hauptgürtels gehören.
Der Name des Asteroiden wurde zu Ehren des deutschen Physikers und Nobelpreisträgers Wilhelm Conrad Röntgen gewählt.